# Металургійний комбінат у Мусаффах (Al Nasser)
Металургійний комбінат у Мусаффах (Al Nasser) – комплекс виробництв групи Al Nasser Industrial Enterprises, що знаходиться індустріальній зоні Мусаффах в еміраті Абу-Дабі (Об’єднані Арабські Емірати).
Належну до групи Al Nasser компанію Gulf Steel Industries заснували у 1992 році з метою зайнятись прокатним виробництвом. Первісно вона могла випускати лише 15 тисяч тон будівельного прокату на рік, проте в подальшому отримала вже два прокатні стани з сукупною річною потужністю 120 тисяч тон. До кінця 2000-х додали ще один прокатний стан, а сукупна потужність майданчику досягнула 300 тисяч тон на рік.
В 1998-му група Al Nasser через компанію Emirates Steel (заснована в 1995-му) запустила виробнцитво власної сортової заготовки потужністю 24 тисячі тон на рік. В 2004 та 2019 роках стали до ладу друга та третя черги з річними показниками 36 тисяч тон та 75 тисяч тон. Основне обладнання сталеплавильного переділу становлять три індукційні печі ємністю 7, 10 та 20 тон, а також машина безперервного виливу заготовки.
Нарешті, в 2010-му належна до Al Nasser компанія Gulf Sponge Iron ввела в дію установку прямого відновлення заліза продуктивністю 0,2 млн тон на рік, що перетворило майданчик в Мусаффах на металургійний комбінат повного циклу. Установка споживає залізорудні котуни, при цьому передбачена можливість її роботи на котунах та кусковій руді або навіть лише на кусковій руді. Також для технологічного процесу потрібен природний газ, що надходить в район Абу-Дабі по системі Хабшан – Схід.